# Kamień Pomorski
Kamień Pomorski ([ˈkamjɛɳ pɔˈmɔrskʲi]ⓘ (del casubio: Kamiéń) es una ciudad situada en la Voivodia de Pomerania Occidental al noroeste de Polonia, sobre el Báltico.

## Historia
Fue parte del Ducado de Pomerania, ocupada por Suecia en 1630 durante la guerra de los Treinta Años, pasó mediante el Tratado de Saint-Germain-en-Laye de 1679 a Brandeburgo-Prusia. Lugares de interés: Catedral, palacio, Cámara Municipal, muralla, estación turística.

## Galería

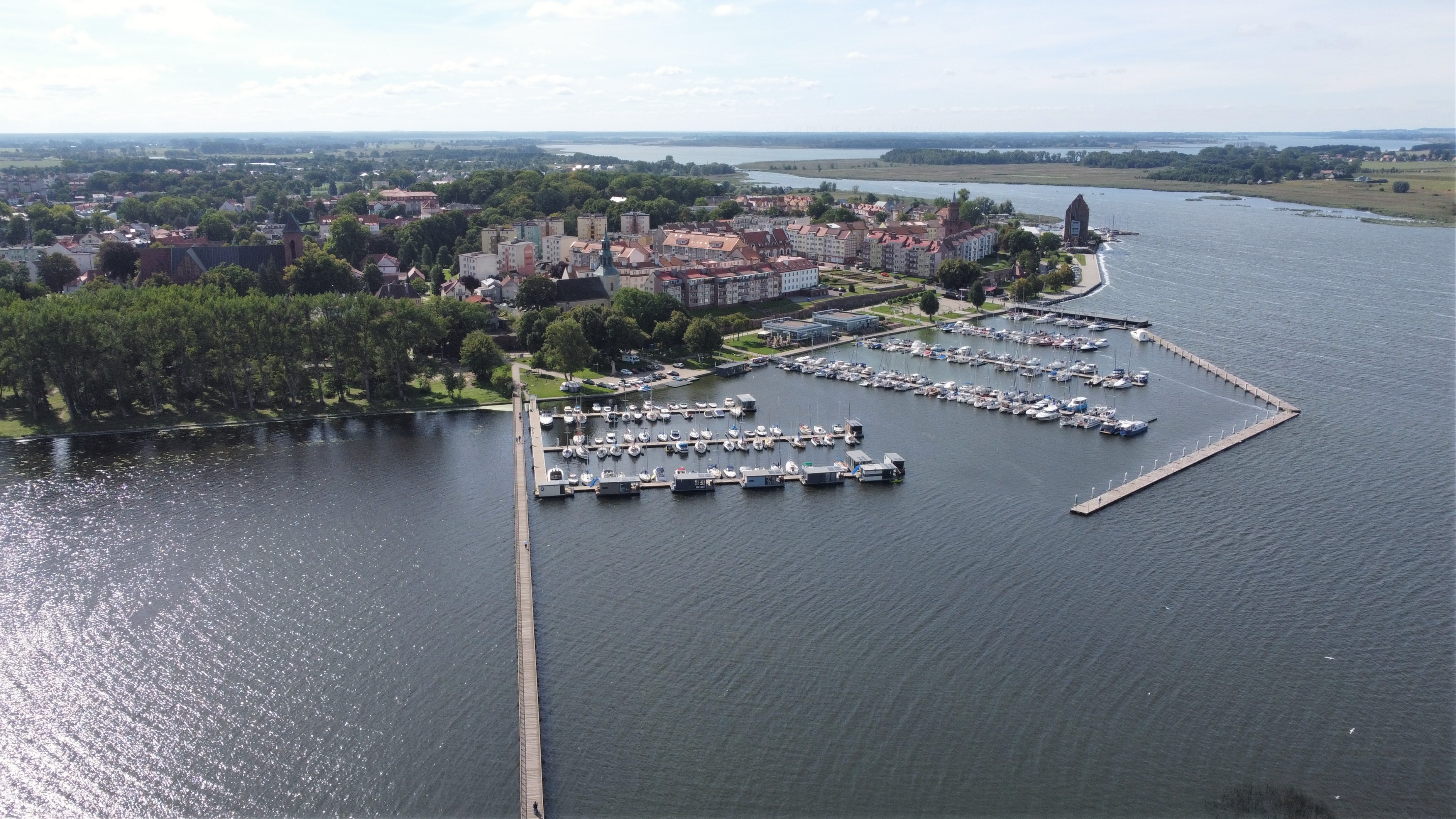
Kamień Pomorski
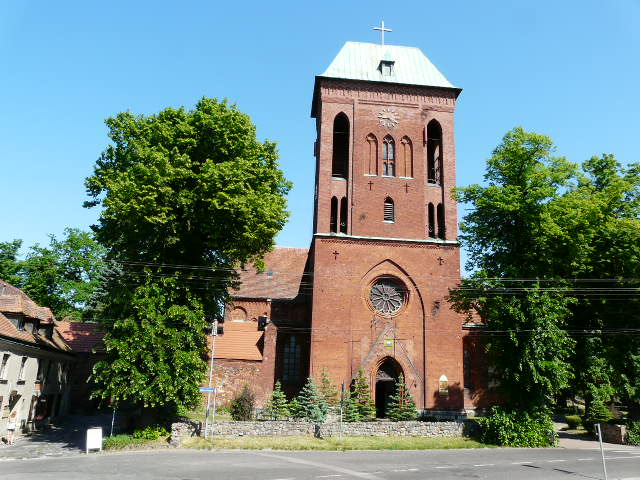
Catedral
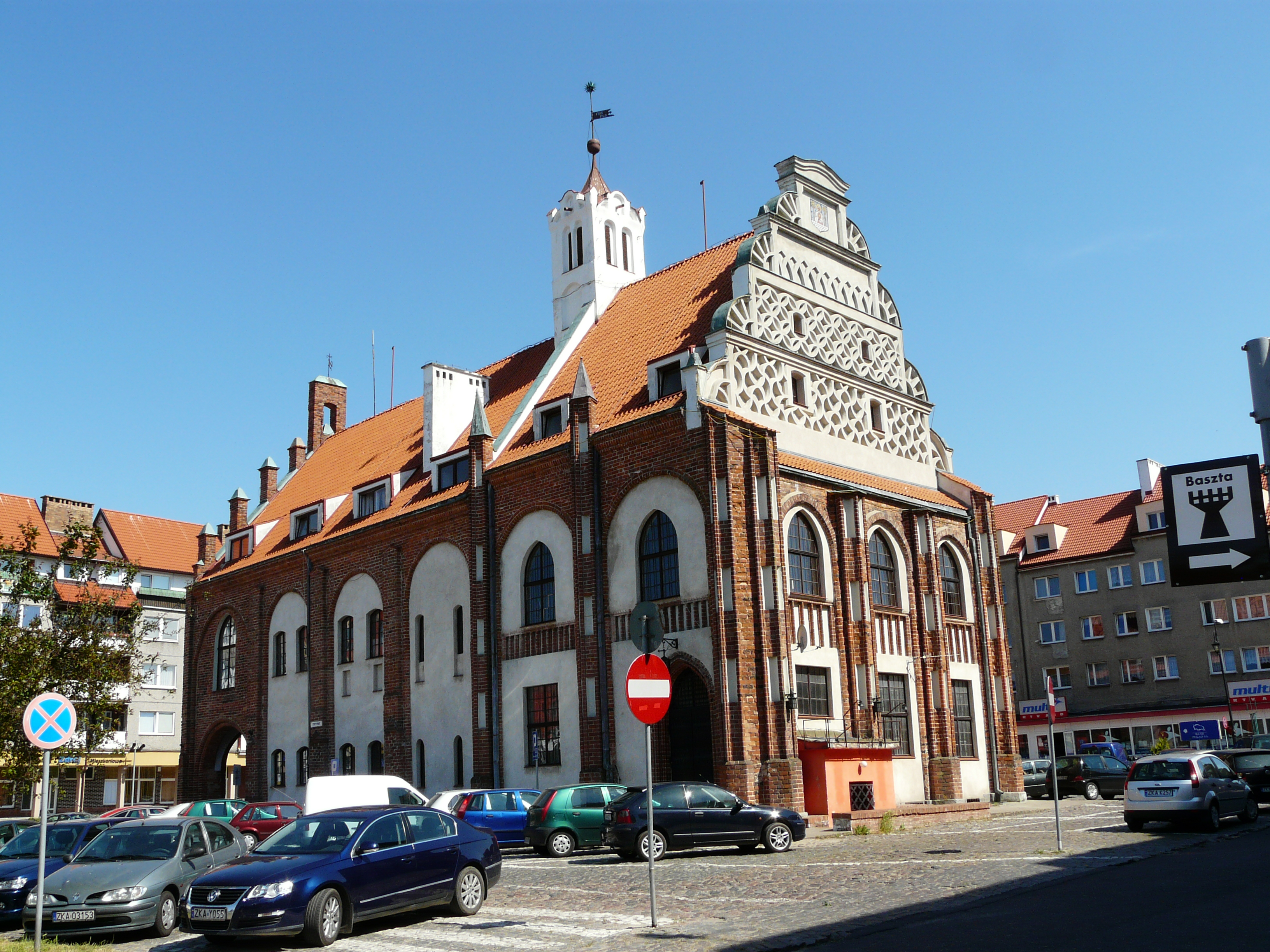
Cámara Municipal